# الألعاب الأولمبية الشتوية 1988
الألعاب الأولمبية الشتوية لعام 1988 كانت دورة الألعاب الأولمبية الشتوية حدثًا متعدد الرياضات أُقيمت من 13 إلى 28 فبراير 1988، وكان مركزها الرئيسي في مدينة كالغاري، ألبرتا. وهذه هي المرة الأخيرة التي تستضيف فيها أمريكا الشمالية دورتين أولمبيتين متتاليتين (حيث استضافت الألعاب الأولمبية الصيفية عام 1984 في لوس أنجلوس، كاليفورنيا).  كانت هذه أول دورة ألعاب أولمبية شتوية تُقام لمدة 15 يومًا، مثل نظيرتها الألعاب الأولمبية الصيفية.  جرت الغالبية العظمى من الأحداث في كالغاري نفسها. بينما أُقيمت الرياضات مثل التزلج على الثلج في منتجع نيكيسكا للتزلج  ومنتزه كانمور نورديك سنتر الإقليمي في بلدة كنمور. 
في عام 1988، أرسلت 57 لجنة أولمبية وطنية (NOC) ما مجموعه 1424 رياضيًا إلى هذه الألعاب.  كانت هذه آخر دورة أولمبية شتوية تشارك فيها كل من الاتحاد السوفيتي وألمانيا الشرقية. كما أن كندا، البلد المضيف، فشلت مرة أخرى كما حدث في دورة الألعاب الأولمبية الصيفية عام 1976 في الفوز بميدالية ذهبية على أرضها (حصلت على ثلاث ميداليات ذهبية في فعاليات استعراضية، لكن لم تُحتسب في الجدول الرسمي للميداليات). فاز القافز الفنلندي ماتي نيكانين   والمتزلجة الهولندية إيفون فان جينيب بثلاث ميداليات ذهبية فردية لكل منهما.   كما تميزت الألعاب الأولمبية الشتوية لعام 1988 بفشل بطولي لكل من قافز التزلج البريطاني مايكل إدواردز وظهور الفريق الوطني الجامايكي للتزلج على الجليد. أصبح كلاهما مصدر إلهام لأفلام شهيرة حول مشاركتهما في هذه الألعاب: منها ركض بارد من إنتاج والت ديزني في عام 1993 وإيدي النسر من إنتاج استوديوهات توينتيث سنتشري فوكيس في عام 2016. 
بلغت تكلفة دورة ألعاب كالغاري حوالي 829 مليون دولار كندي، وكانت أغلى دورة ألعاب أولمبية أقيمت على الإطلاق في ذلك الوقت، حيث بُنيت جميع البنية التحتية اللازمة من الصفر. ساعدت المرافق التي أُنشئت من أجل دورة الألعاب الأوليمبية الشتوية هذه المنطقة المضيفة على التحول إلى قلب برنامج الرياضات الشتوية النخبوية في كندا، تحت إشراف وينسبورت.  لا تزال هذه المرافق قائمة وتُستخدم بشكلٍ مستمر، حيث تُستخدم المنشآت الخمس المخصصة لتلك الألعاب الآن في التدريب واستضافة فعاليات رياضية شتوية متنوعة كل عام. ساعدت هذه السياسات كندا على التحول إلى واحدة من أفضل الدول في منافسات الألعاب الأولمبية الشتوية. بلغت هذه الجهود ذروتها بالحصول على المركز الأول في دورة الألعاب الأولمبية الشتوية 2010 في فانكوفر بكندا. 

## جدول الميداليات
البلد المستضيف (كندا)
| الترتيب | منتخب            | ذهبية | فضية | برونزية | المجموع |
| ------- | ---------------- | ----- | ---- | ------- | ------- |
| 1       | الاتحاد السوفيتي | 11    | 9    | 9       | 29      |
| 2       | ألمانيا الشرقية  | 9     | 10   | 6       | 25      |
| 3       | سويسرا           | 5     | 5    | 5       | 15      |
| 4       | فنلندا           | 4     | 1    | 2       | 7       |
| 5       | السويد           | 4     | 0    | 2       | 6       |
| 6       | النمسا           | 3     | 5    | 2       | 10      |
| 7       | هولندا           | 3     | 2    | 2       | 7       |
| 8       | ألمانيا الغربية  | 2     | 4    | 2       | 8       |
| 9       | الولايات المتحدة | 2     | 1    | 3       | 6       |
| 10      | إيطاليا          | 2     | 1    | 2       | 5       |
| 11      | فرنسا            | 1     | 0    | 1       | 2       |
| 12      | النرويج          | 0     | 3    | 2       | 5       |
| 13      | كندا             | 0     | 2    | 3       | 5       |
| 14      | يوغوسلافيا       | 0     | 2    | 1       | 3       |
| 15      | تشيكوسلوفاكيا    | 0     | 1    | 2       | 3       |
| 16      | اليابان          | 0     | 0    | 1       | 1       |
| 16      | ليختنشتاين       | 0     | 0    | 1       | 1       |
| المجموع | المجموع          | 46    | 46   | 46      | 138     |